# هيرنيس كوبيجني
هيرنيس كوبيجني (بالفرنسية: Hersin-Coupigny)‏ هي بلدية تقع في إقليم باد كاليه من منطقة نور با دو كاليه في شمال فرنسا. تبلغ مساحة هذه المدينة 12.02 (كم²)، وترتفع عن سطح البحر 82 م، يبلغ عدد سكانها 6336 نسمة حسب إحصاء المعهد الوطني للإحصاء والدراسات الاقتصادية سنة 2009 م. وترأس Jean-Marie Caramiaux البلدية خلال فترة (2008-2014).